# V Krajowy Festiwal Piosenki Polskiej w Opolu
V Krajowy Festiwal Piosenki Polskiej w Opolu odbył się 22 – 25 czerwca 1967.
Podczas festiwalowych koncertów wystąpiło 80 wykonawców, którzy zaśpiewali 130 piosenek. Oprócz stałego koncertu Premiery (podczas którego zaprezentowano 36 nowych piosenek), odbyły się m.in. koncerty Popołudnie z młodością, w którym wystąpiły zespoły bigbitowe i Mikrofon dla wszystkich, podczas którego próbowali swoich sił piosenkarze-amatorzy. 24 czerwca w amfiteatrze występowały zespoły ludowe, wieczorem odbył się koncert Przeboje sezonu. Przewodniczącym jury był Mirosław Dąbrowski. W 1967 jury przyznając nagrody nie stosowało do piosenek kryteriów rodzajowych. Koncerty reżyserował Janusz Rzeszewski.

## KoncertPowrócisz tu22.06.1967 20.00
1. Irena Santor – Powrócisz tu
2. Hanna Konieczna - Jeśli chcesz proszę wstąp
3. Siostry Panas - Jest jak jest
4. Fryderyka Elkana - Znad białych wydm
5. Bohdan Łazuka
  - Dzisiaj, jutro, zawsze
  - Andriusza
6. Łucja Prus – Nic dwa razy się nie zdarza
7. Piotr Szczepanik
  - Goniąc kormorany
  - Nigdy więcej
8. Wojciech Młynarski
  - Światowe życie
  - Och ty w życiu
  - Dziewczyny bądźcie dobre dla nas na wiosnę
9. Teresa Tutinas
  - Na całych jeziorach ty
  - Przyjdzie po mnie ktoś
10. Karin Stanek – Tato kup mi dżinsy
11. Kalina Jędrusik – Z kim Ci będzie źle jak ze mną
12. Ewa Demarczyk – Karuzela z madonnami
13. Jerzy Połomski – Ściany mają uszy
14. Katarzyna Sobczyk
  - Nie wiem czy to warto
  - O mnie się nie martw
15. Tadeusz Chyła
  - Ballada o cysorzu
  - Sen psa
16. Kwartet Warszawski – Idealny sierżant
17. Joanna Rawik – Nie chodź tą ulicą
18. Danuta Rinn i Bogdan Czyżewki - Biedroneczki są w kropeczki
19. Jadwiga Prolińska - Żyje się raz
20. Edward Lubaszenko – Księżyc i astry
21. Alibabki – Gdy zmęczeni wracamy z pól
22. Helena Majdaniec – Zakochani są wśród nas
23. Halina Kunicka – Popatrz kto to jest
24. Bronisława Baranowska - Dziewczyna WOPisty

Koncert prowadził Lucjan Kydryński

## Maraton kabaretowy 22.06.1967kino Kraków ok. 23.00
- Wojciech Młynarski

1. W co się bawić
2. Jesteśmy na wczasach

- Kazimierz Grześkowiak – Panny z Cicibora
- Wojciech Siemion – Gonią wilki za owcami

## KoncertPopołudnie z młodością23.06.1967
- Skaldowie

1. Na wirsycku
2. Ballada wędrownych rycerzy
3. Stary młyn
4. Uciekaj uciekaj
5. Czasem kochać chcesz
6. Nie chcę odejść
7. Kolorowa piosenka
8. Pamiętasz co powiedziała

- Piotr Janczerski:

1. Gdy chciałem być żołnierzem
2. Pożar w Kwaśniewicach

- Helena Majdaniec - Powiedz jak mnie kochasz
- Ada Rusowicz - Za daleko mieszkasz miły
- Wojciech Korda

1. Ondraszek
2. Raz ją spotkałem
3. Pod naszym niebem
4. Hej wracajcie chłopcy na wieś

- Niebiesko-Czarni – Płynie Wisła płynie
- Toni Keczer

1. Mój dom gdzieś daleko
2. Kto wie o czym szumi wiatr
3. Ten pierwszy dzień

- Karin Stanek

1. Big beatland
2. To nie moja wina Karina

- Jacek Lech:

1. Długo szedłem do Ciebie
2. Bądź dziewczyną moich marzeń

- Tercet CC - Dlaczego płaczesz mały
- Henryk Fabian - Nie pierwszy raz
- Katarzyna Sobczyk - Wszystko może się zdarzyć
- Czerwone Gitary[1]

1. To właśnie my
2. Przed pierwszym balem
3. Wędrowne gitary
4. Byle co
5. Nikt na świecie nie wie
6. Co za dziewczyna
7. Barwy jesieni
8. Tuż przed zachodem słońca
9. Nie zadzieraj nosa
10. Jak mi się podobasz

- Wszyscy wykonawcy - Nasze pokolenie

## KoncertPremiery23.06.1967
1. Katarzyna Sobczyk + Henryk Fabian- Zakochani są sami na świecie
2. Joanna Rawik – Po co nam to było
3. Dana Lerska – Po prostu jestem
4. Anna Żebrowska – Serce na temblaku
5. Czesław Niemen - Dziwny jest ten świat
6. Irena Jarocka - Szumi wiatr
7. Łucja Prus - Odro rzeko
8. Zdzisława Sośnicka - Odnajdujemy się co dzień
9. Maryla Pawłowska - Sam to wiesz
10. Marian Kawski – Malowani szli na wojenkę
11. Aleksandra Naumik - Rurka z kremem
12. Krzysztof Cwynar - Ballada o paproci
13. Bogdana Zagórska - Osobni
14. Jerzy Połomski - Mazowieckie wierzby
15. Teresa Tutinas 
  - Requiem dla zakochanych
  - Tak nie będzie na pewno
16. Jacek Lech - Pozwólcie śpiewać ptakom
17. Bronisława Baranowska - Zapominam Cię
18. Andrzej Tomecki
  - A ja sobie pomalutku
  - Mini, mini
19. Ryszard Lisiecki  - Gdzieś bije dzwon
20. Jadwiga Strzelecka - Sto oddam słów za to jedno
21. Bogdan Czyżewski - Ostatni kwiatek
22. Jadwiga Stawarska - Lustro
23. Skaldowie:
  - Między nami morze
  - Sady w obłokach
24. Stenia Kozłowska - Żebyś mógł uwierzyć
25. Grażyna Czarnecka - Tylko tu
26. Urszula Sipińska - Zapomniałam
27. Fryderyka Elkana - Zielone liście drzew
28. Helena Majdaniec - Nie żegnaj mnie
29. Tadeusz Woźniakowski - Zielone dni
30. Hanna Konieczna - Gaffy
31. Jerzy Połomski - Zasypało na biało
32. Czerwone Gitary:
  - Co za dziewczyna
  - Stracić kogoś

## KoncertPrzeboje sezonu24.06.1967
- Czerwone Gitary[2]

1. Historia jednej znajomości
2. Nie zadzieraj nosa

- Skaldowie – Zabrońcie kwitnąć kwiatom
- Skaldowie - Nocne tramwaje
- Piotr Szczepanik

1. Przyszła do mnie nostalgia
2. Kochać

- Katarzyna Sobczyk - Trzynastego
- Katarzyna Sobczyk - Mały książę
- Marian Zacharewicz – Może już dziś
- Danuta Rinn i Bogdan Czyżewski

1. Dobre buty z dobrej skóry
2. Od pierwszego wejrzenia

- Ryszard Lisiecki

1. Jesteś taki młody
2. Zielone oczy Anna

- Barbara Dunin i Zbigniew Kurtycz

1. Tańcz Małgorzatko
2. Bardzo proszę nie odmawiaj

- Zbigniew Kurtycz - Twoje kolory są lepsze
- Ada Rusowicz - Nie pukaj do moich drzwi
- Wojciech Korda - Adagio cantabile
- Łucja Prus - W dziką jabłoń Cię zaklęłam
- Wojciech Gąssowski - Zielone wzgórza nad Soliną
- Czesław Niemen - Sen o Warszawie
- Teresa Tutinas

1. Porównania
2. Nikt nie pomoże

- Jerzy Połomski - Cała sala śpiewa z nami
- Urszula Osakiewicz - Doliny w kwiatach
- Małgorzata Cegiełkówna - Czy ktoś Ci powiedział
- Marian Rożek - Gdy wrócisz
- Dana Lerska - Jaka szkoda że nie wcześniej

## KoncertMikrofon i Ekran25.06.1967
- Urszula Sipińska - Zapomniałam (+BIS)
- Ryszard Lisiecki - Jesteś taki młody
- Ryszard Lisiecki - Zielone oczy Anna
- Kazimierz Grześkowiak - Czy już mnie nie kochasz
- Kazimierz Grześkowiak - Panny z Cicibora
- Dana Lerska - Po prostu jestem
- Bogdana Zagórska - Osobni
- Wojciech Młynarski - W co się bawić (+BIS)
- Wojciech Młynarski - Jesteśmy na wczasach (+BIS)
- Tadeusz Chyła - Ballada o strzaszliwej rzezi
- Tadeusz Chyla - Ballada o cysorzu
- Fryderyka Elkana - Zielone liście drzew
- Łucja Prus - Odro, rzeko
- Łucja Prus - W dziką jabłoń Cię zaklęłam
- Jan Pietrzak i Alibabki - Efekty afektu
- Wojciech Korda i Niebiesko-Czarni - Pod naszym niebem
- Joanna Rawik - Po co na tam było
- Anna Żebrowska - Serce na temblaku
- Czeslaw Niemen - Dziwny jest ten swiat (+BIS)
- Czesław Niemen - Sen o Warszawie
- Jacek Lech i Czerwono-Czarni - Pozwólcie śpiewać ptakom
- Jacek Lech i Czerwono-Czarni - Bądź dziewczyną z moich marzeń
- Katarzyna Sobczyk i Czerwono-Czarni - Trzynastego
- Jerzy Połomski - Cała sala śpiewa z nami
- Orkiestra Instrumentalna PR i TV - Powrócisz tu
- Czerwone Gitary[3]

1. Jak mi się podobasz
2. Barwy jesieni (+BIS)
3. Nie zadzieraj nosa
4. Byle co (+BIS)
5. Matura (+BIS)

- Skaldowie

1. Nocne tramwaje
2. Sady w obłokach
3. Uciekaj, uciekaj

## Laureaci
- Po prostu jestem (Sławiński/Młynarski) – wykonawczyni: Dana Lerska (nagroda Przewodniczącego Komitetu ds. Radia i Telewizji)
- Jesteśmy na wczasach (Sent/Młynarski) – wykonawca: Wojciech Młynarski (nagroda Ministerstwa Kultury i Sztuki)
- Po co nam to było (Skorupka/Jan Zalewski) – wykonawczyni: Joanna Rawik (nagroda Prezydium WRN w Opolu)

nagrody specjalne
- Dziwny jest ten świat (Czesław Niemen) – wykonawca: Czesław Niemen (nagroda specjalna Przewodniczącego Komitetu ds. Radia i Telewizji)
- Uciekaj, uciekaj (Zieliński/Moczulski) – wykonanie: Skaldowie (nagroda specjalna Przewodniczącego Komitetu ds. Radia i Telewizji)
- Trzynastego (Poznakowski/Kondratowicz) – wykonawczyni: Katarzyna Sobczyk i Czerwono-Czarni (nagroda Towarzystwa Przyjaciół Opola)

Nagrody przewodniczącego MRN w Opolu: 
- Edward Spyrka – za muzykę do piosenek o tematyce opolskiej
- Jerzy Herman – za aranżację (w tym piosenki Zapomniałam wykonywanej przez Urszulę Sipińską)
- Kazimierz Grześkowiak – za debiut autorsko-wykonawczy
- Andrzej Zieliński – za aranżację piosenki Po prostu jestem
- Anna Żebrowska – za debiut piosenkarski

Nagroda specjalna Polskiej Federacji Jazzowej dla Seweryna Krajewskiego za debiut kompozytorski.
Nagroda dziennikarzy dla piosenki W co się bawić (Wasowski/Młynarski) w wykonaniu Wojciecha Młynarskiego.